# Bargis

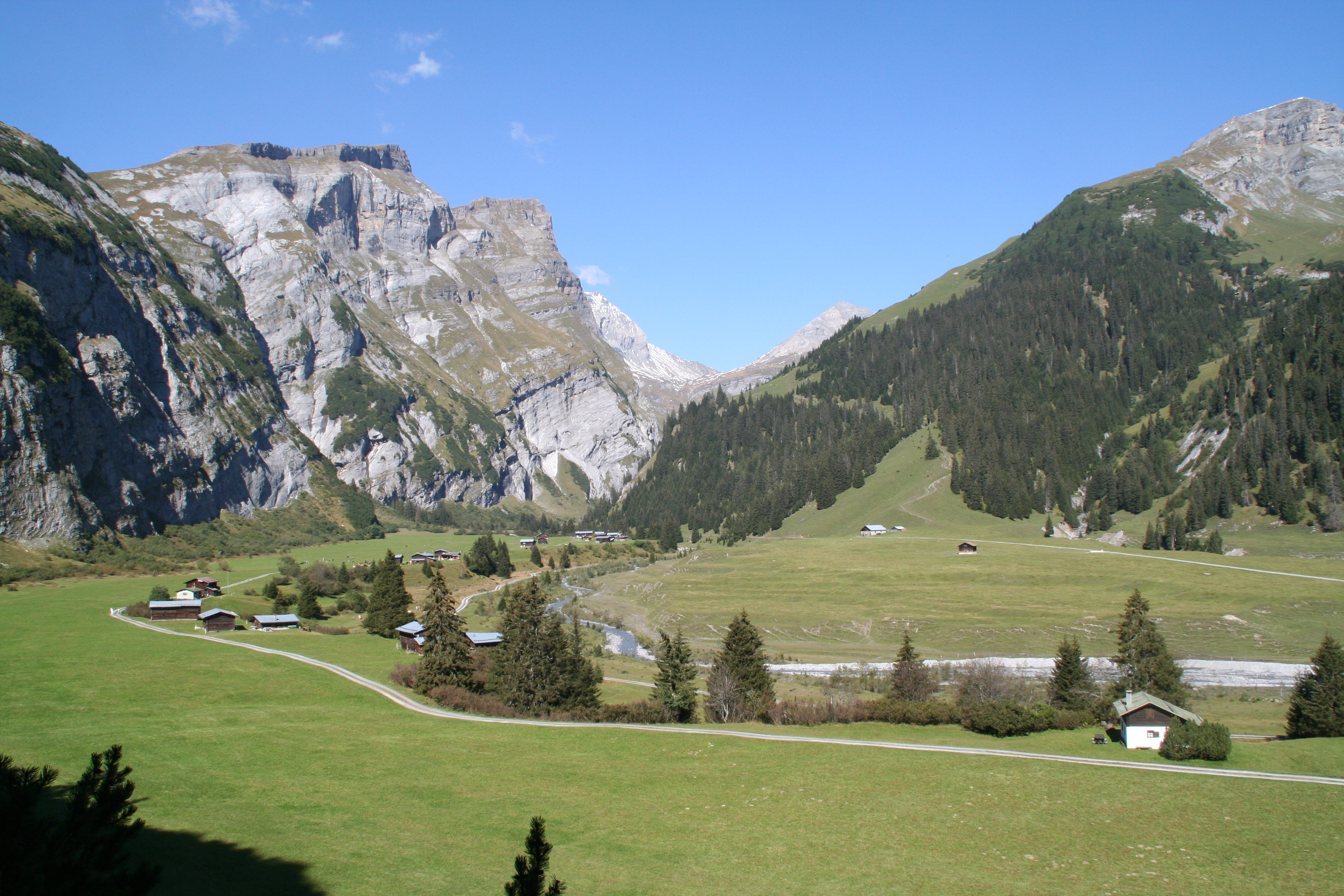
Blick nach Norden

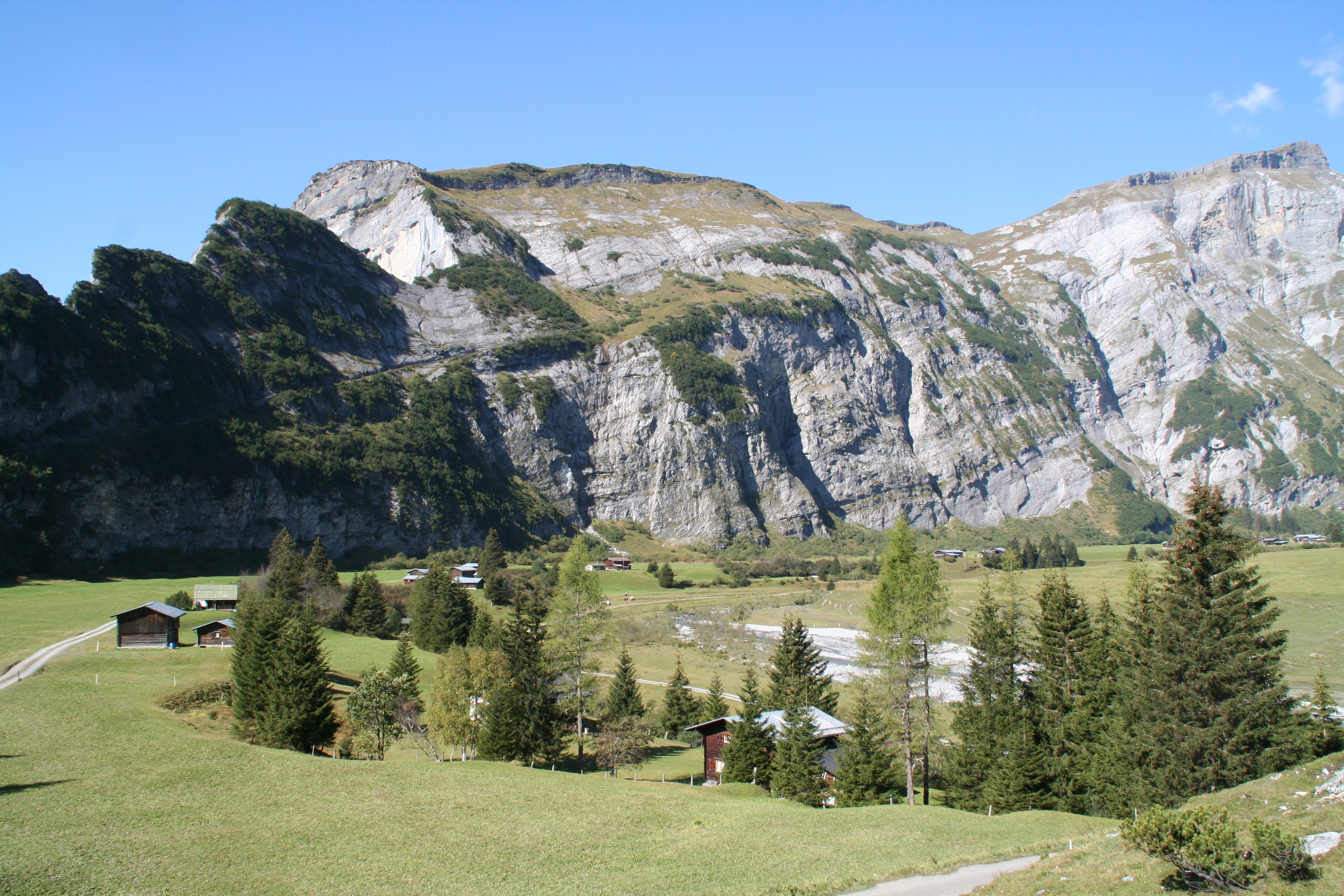
Blick nach Westen. Links im Fels des Flimsersteins der Weg auf die Alp

Bargis bezeichnet eine Alp (und umgangssprachlich ein Hochtal) im Kanton Graubünden in der Schweiz. Das Tal liegt nordöstlich von Flims auf Gemeindegebiet von Trin (östlich des Flusses) und Flims. Es wird durchflossen von der Aua da Mulins, die nach dem Verlassen des Talbodens im nunmehr Val Turnigla genannten Tal als Turnigla weiter nach Süden fliesst und südlich von Trin Mulin in den Flem mündet.
Der Name leitet sich ab vom rätoromanischen Wort Bargia, das von den deutschsprachigen Walsern in Fidaz zu Bargis umgeformt wurde.

## Geografie

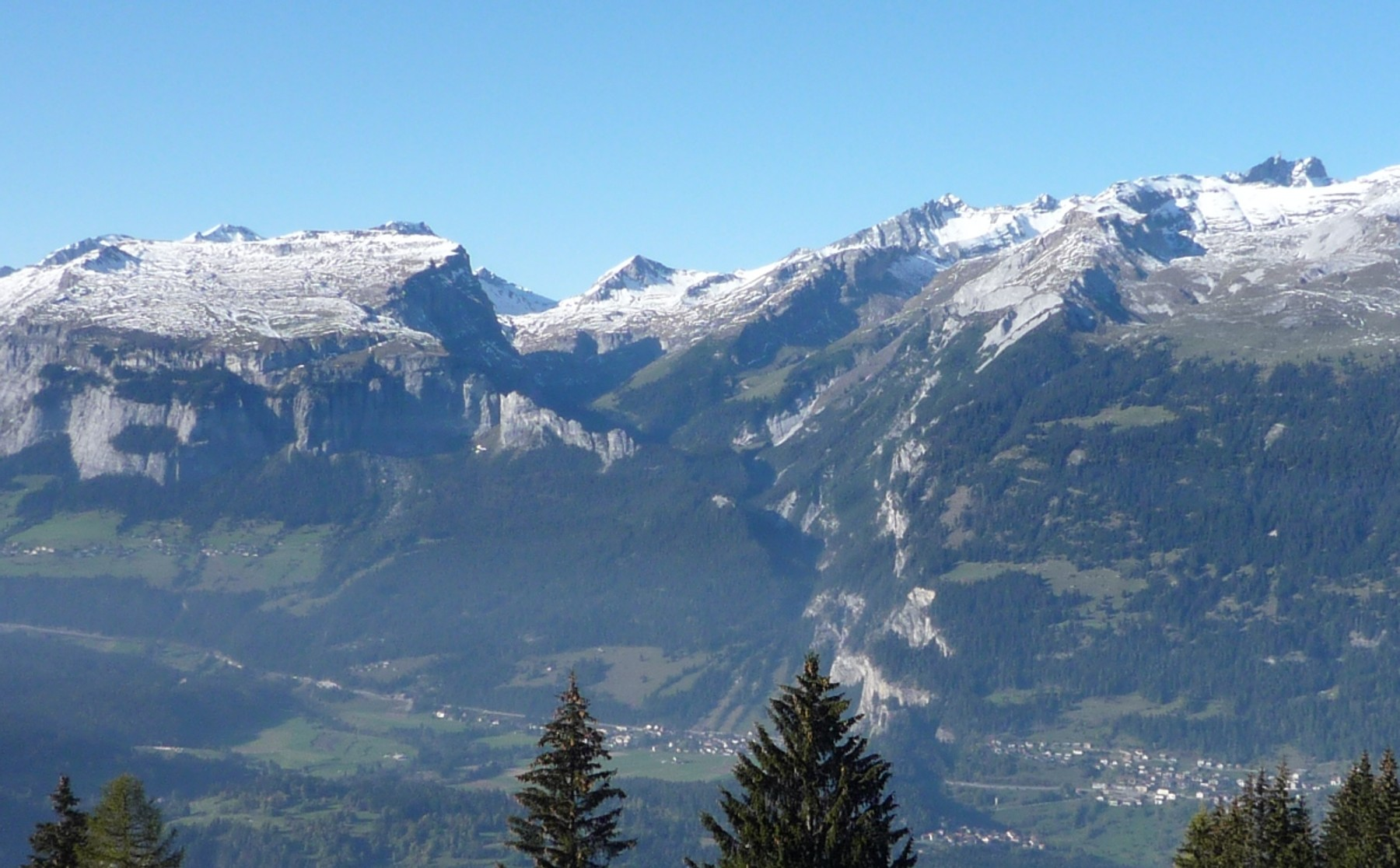
Das Hochtal Bargis über Trin Mulin liegend, links der Flimser Weiler Fidaz, rechts Trin. Die Fortsetzung des Tals fehlt offensichtlich unterhalb der Abbruchlinie des Flimser Bergsturzes

Das Hochtal liegt hinter einem Felsriegel über einem Abhang nach Trin Mulin, welcher durch den Flimser Bergsturz entstand. Der erste zugängliche Boden des Tals liegt auf einer Höhe von rund 1550 Metern und wird für Weiden mit einigen Ställen und Alphütten (zum Teil als Ferienhäuser) genutzt.
In diesem vorderen Teil fliesst im Hochsommer oft kein Oberflächen-Wasser – weder die Aua da Mulins noch der Bach vom Val Lavadignas – obschon bei beiden weiter hinten im Tal die Wasserfälle rauschen: Nach etwa zwei Kilometern verengt sich der flache Talboden, und das Tal steigt an auf eine Höhe von knapp 1900 Metern. Die zweite Talkammer bildet wieder einen Boden mit einer Alphütte, wo der Fahrweg endet. Am Abschluss dieses Bodens liegt eine kleine Schlucht mit zwei sich darin ergiessenden Wasserfällen. Dieser Ort wird besucht von Leuten, welche Kraftorte suchen, und von jenen Kathedrale genannt.
Oberhalb des zweiten Bodens befinden sich zwei weitere Alpen (Raschaglius Sut und Sura), welche nur zu Fuss erreicht werden können. Ein Wanderweg führt hier weiter zur Fuorcla Raschaglius, von wo aus der Cassonsgrat oder der Segnasboden erreicht werden können. Im Westen sowie im hinteren Teil im Süden wird das Tal von Bargis durch die steilen Wände des Flimsersteins begrenzt, während nach Norden und Nordosten die Seitentäler Val Sax, Val Camutschera (zwei Mal, auch der untere Teil des Val Sax heisst so) und Val Lavadignas abzweigen. Nordwestlich wird das Tal begrenzt durch den Piz Dolf, und im Norden erheben sich der Piz Sax, Piz da Sterls und Ringelspitz.
Das ganze Tal hat genau genommen keinen Namen, es sind vielmehr die unzugänglichen Runsen, welche benannt wurden, sowie die Alpen (Bargis, Lavadignas, La Rusna, Raschaglius).
In Trin Mulin (deutsch und nicht mehr üblich: Trinser Mühle) erreicht das Wasser den Standort der Mühle von Trin (eine ehemalige Sägemühle ist noch sichtbar) und das heutige Wasserkraftwerk, welches das Gefälle der letzten 140 Höhenmeter nutzt. Das Hochtal wurde (vermutlich) während der Staumauer-Euphorie in den 50er-Jahren gar nicht als Standort evaluiert, da ganz offensichtlich zu viel Wasser versickert.

## Alpweg «Scala Mola»

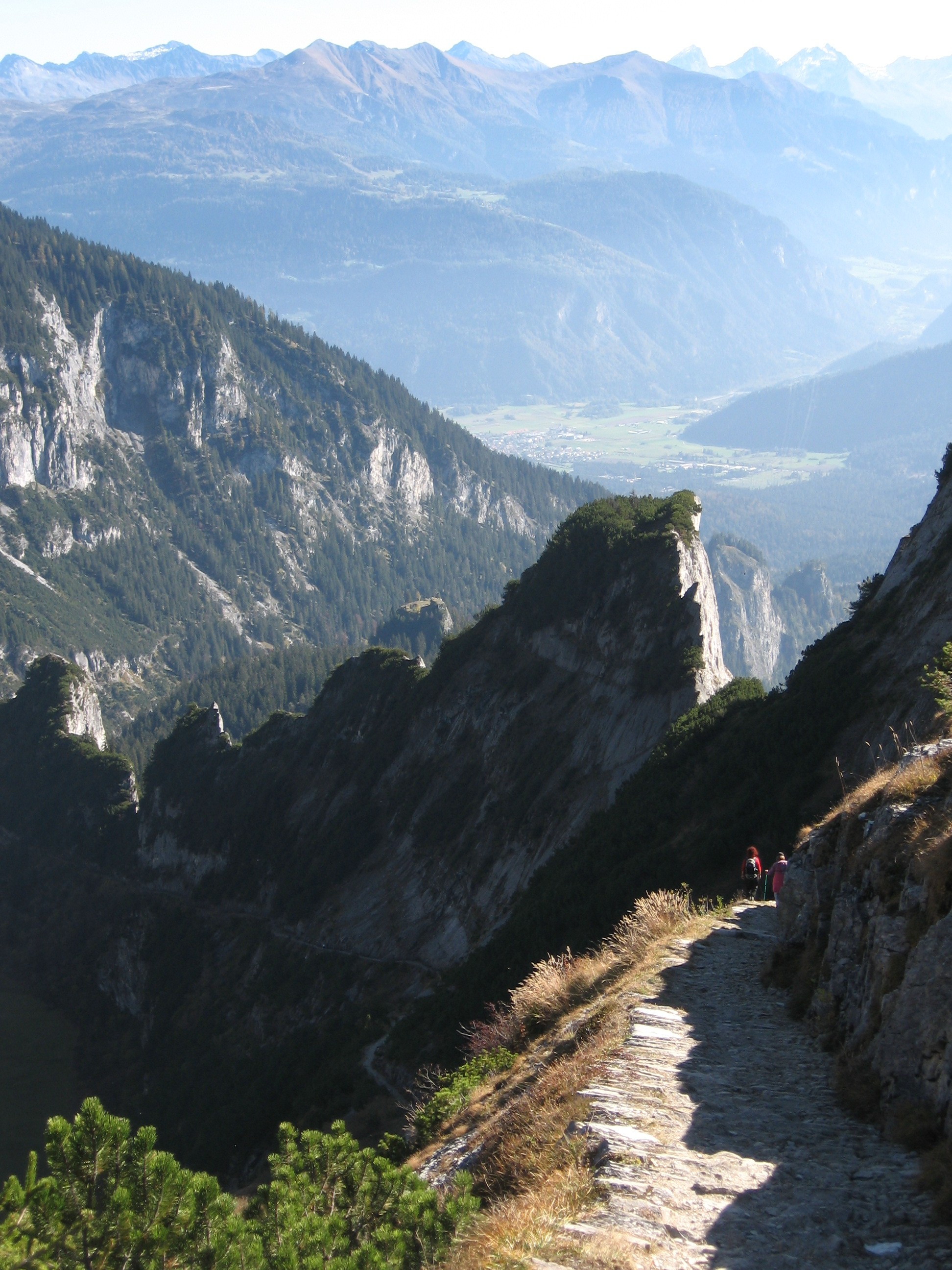
Die Scala Mola und der Felsriegel am Eingang zum Bargistal

Vom Gasthaus Bargis aus führt ein in den Fels geschlagener Weg rund 500 Höhenmeter hinauf auf die Alpen des Flimsersteins. 1645 wurde der Weg ausgebaut: Urkundt und offenbar seige allermeinigklich hir mit diesem gegenwärtig brief und wie dz ein ehrsame gemeindt Flimbs aus raht gueter lerern und wysen meistern […] ein neuen weg durch den stein in die Oberen Alp mit dem viech gemacht… Der auf diese Art erneuerte Weg soll gemäss dem Historiker J. A. von Sprecher noch am Ende des 18. Jahrhunderts noch derart gefährlich gewesen sein, dass jährlich einige Tiere in den Abgrund stürzten.
1867/1868 liess der Gemeinderat von Flims für 10'200 Franken durch italienische Arbeiter einen besseren Weg in den Fels sprengen, der heute noch begangen wird. Der heutige Weg folgt jedoch nicht mehr auf der ganzen Länge der ursprünglich herausgesprengten Strecke; es handelt sich beim umgangenen Teil um den unteren Viertel in der oberen Felsplatte.
Jeweils im September findet in Bargis der Alpabzug statt, bei dem die geschmückten Kühe vom Flimserstein nach Flims und Fidaz zurückgeführt werden.

## Infrastruktur
Von Flims aus führt ein Postautokurs über Fidaz nach Bargis. Im Winter stehen 7,5 Kilometer Langlaufloipen und ein kleines Langlaufzentrum mit Umziehkabinen zur Verfügung. Verpflegungsmöglichkeiten bietet im Sommer und Winter das Berghaus Bargis. Die Zufahrt mit Privatautos ist nicht gestattet.

## Galerie

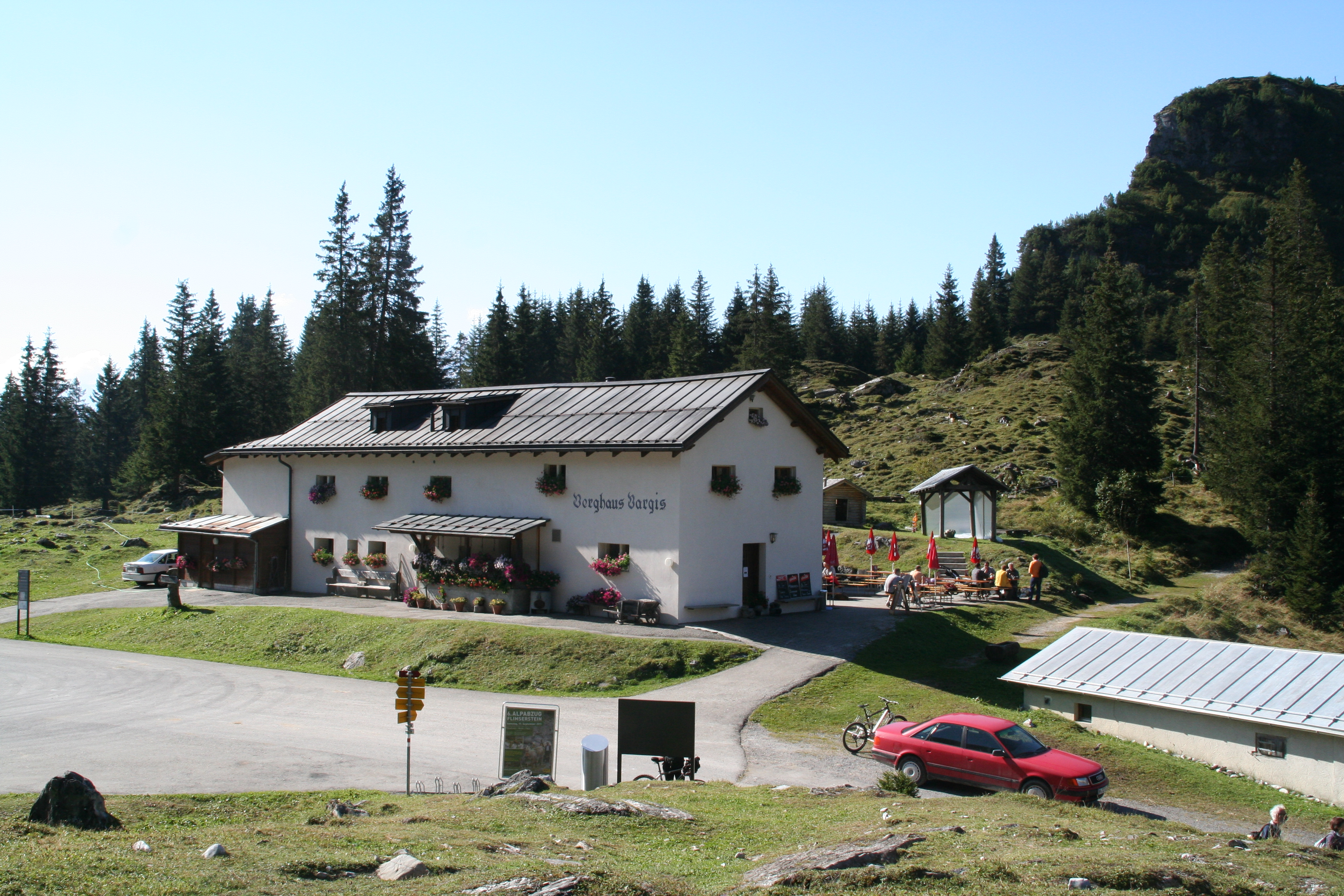
Gasthaus Bargis
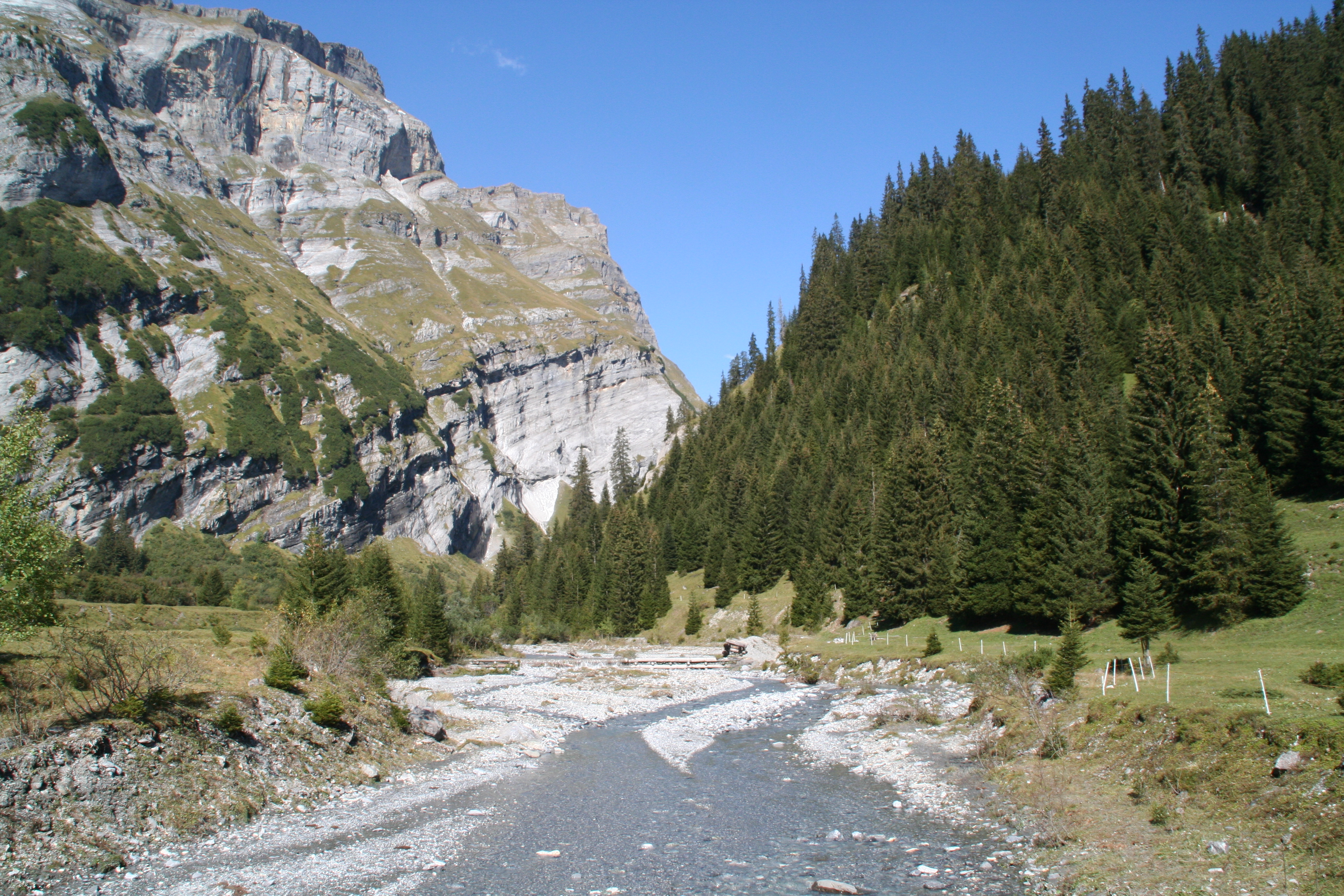
Aua da Mulins
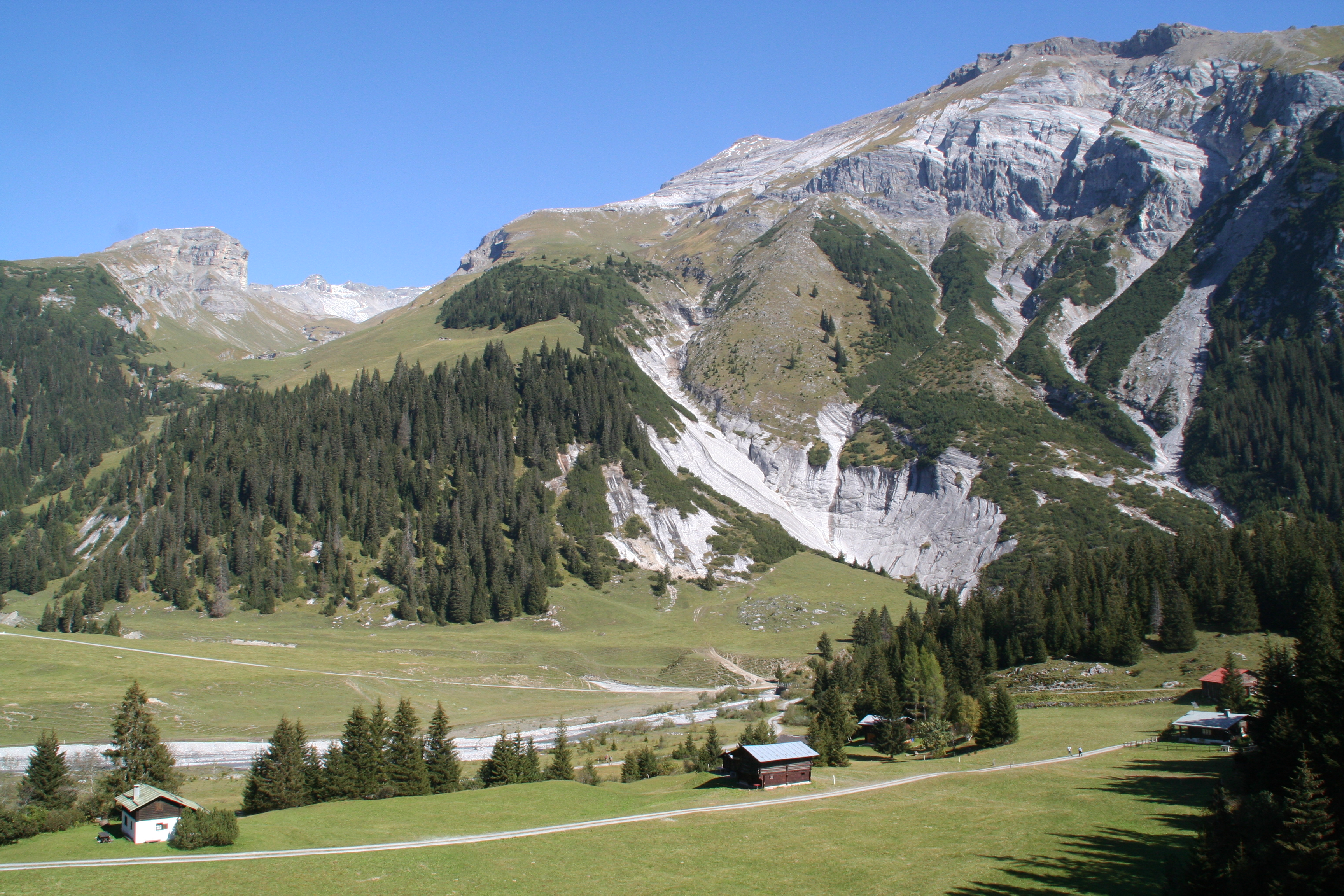
Blick nach Nordosten ins Val Lavadignas, links von der Mirutta abgetrennt vom Bargistal
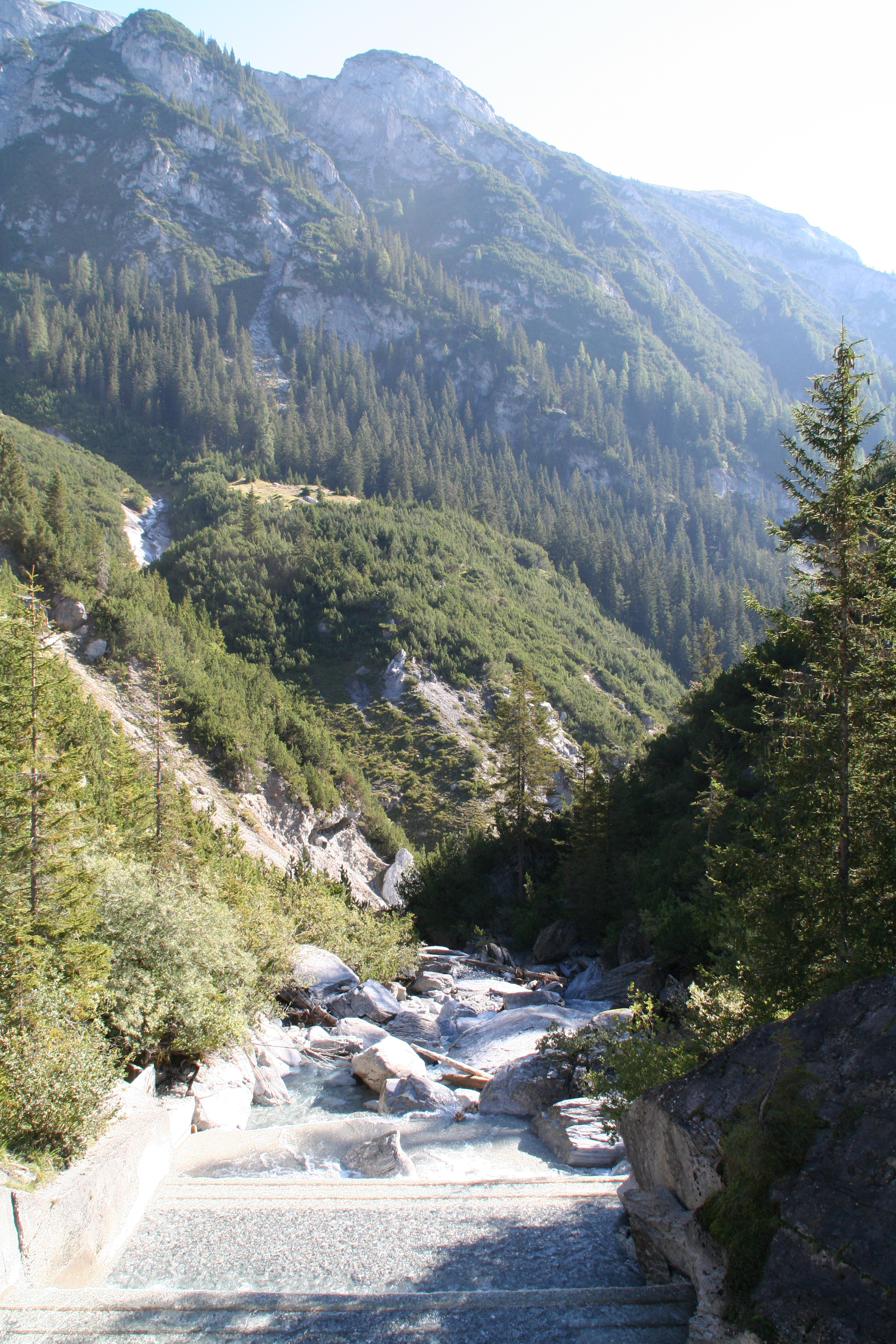
Abfluss des Aua da Mulins
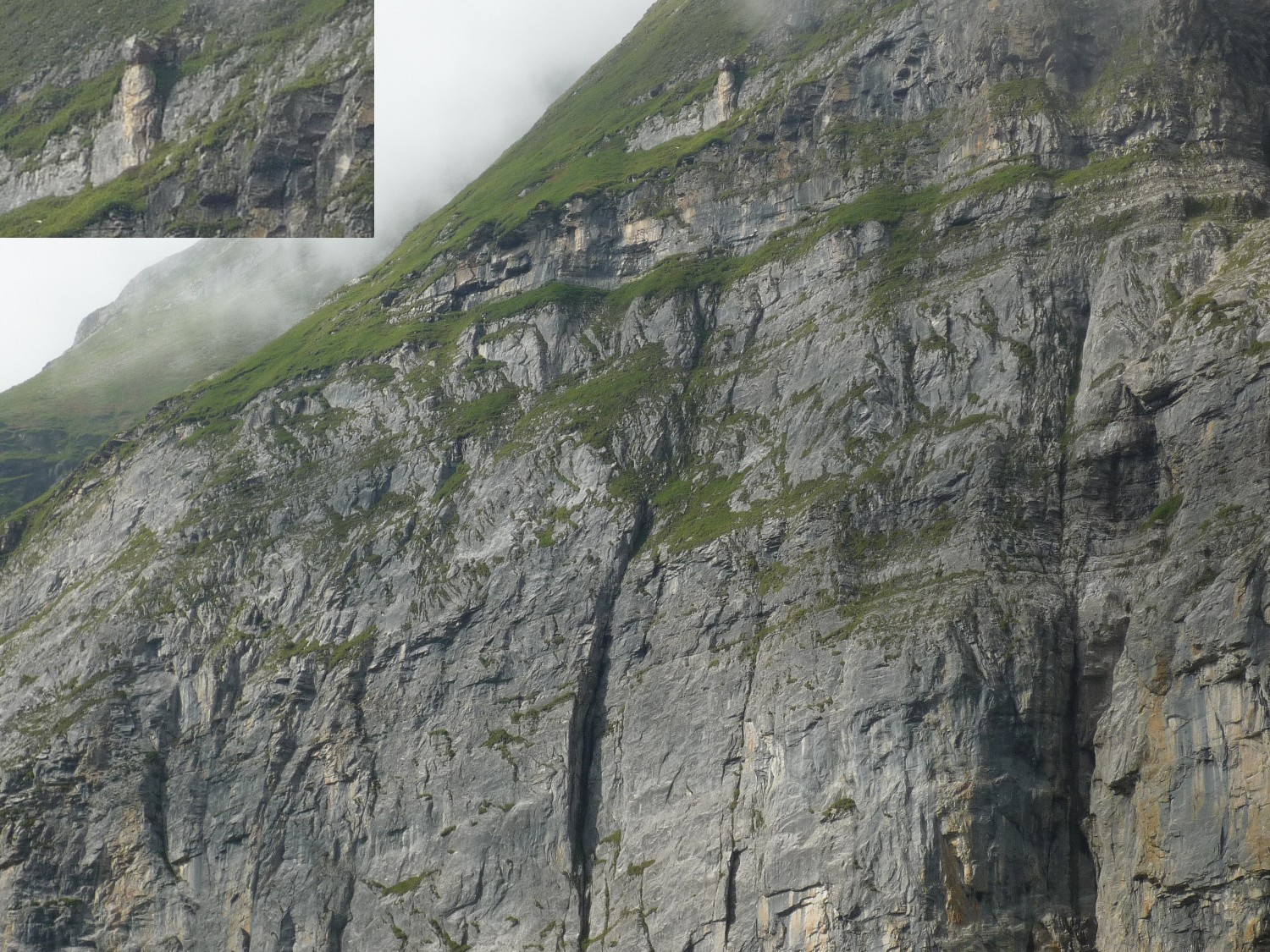
Der «Wächter» im Bargistal
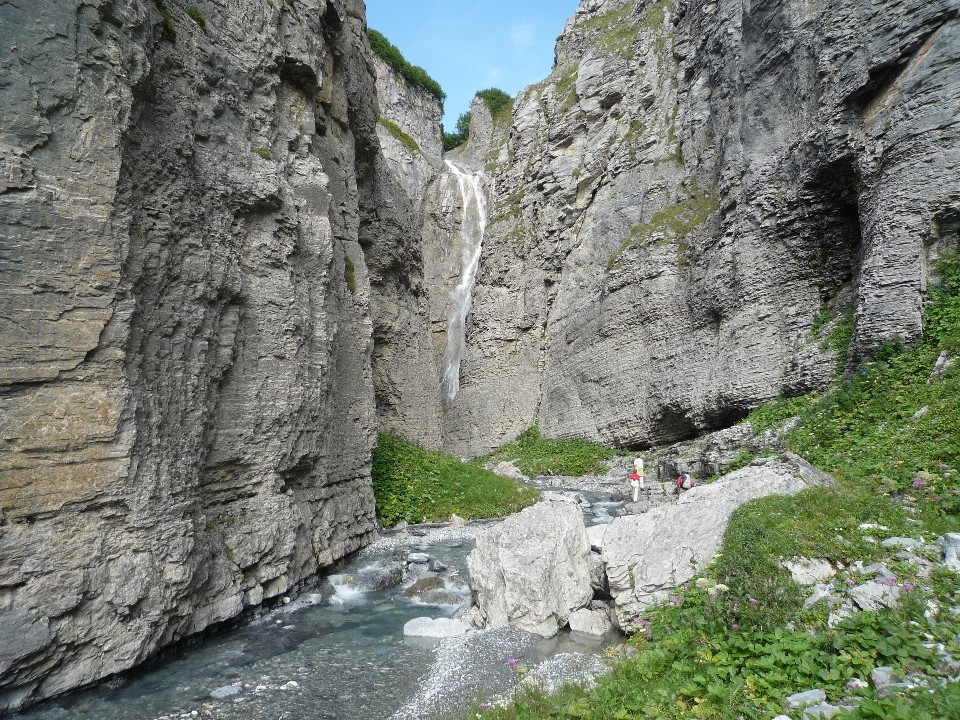
Eingang «Kathedrale»
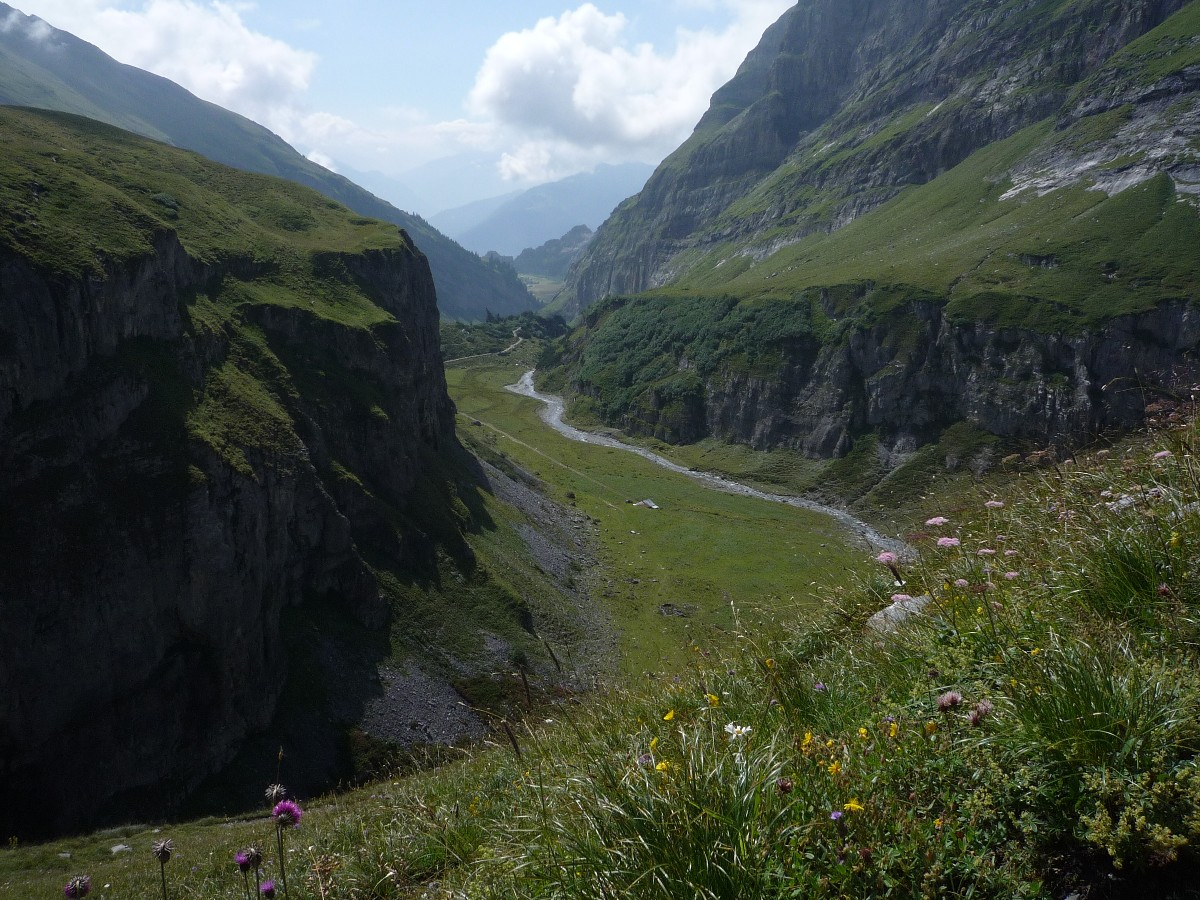
Obere und in der Entfernung untere Ebene im Bargistal
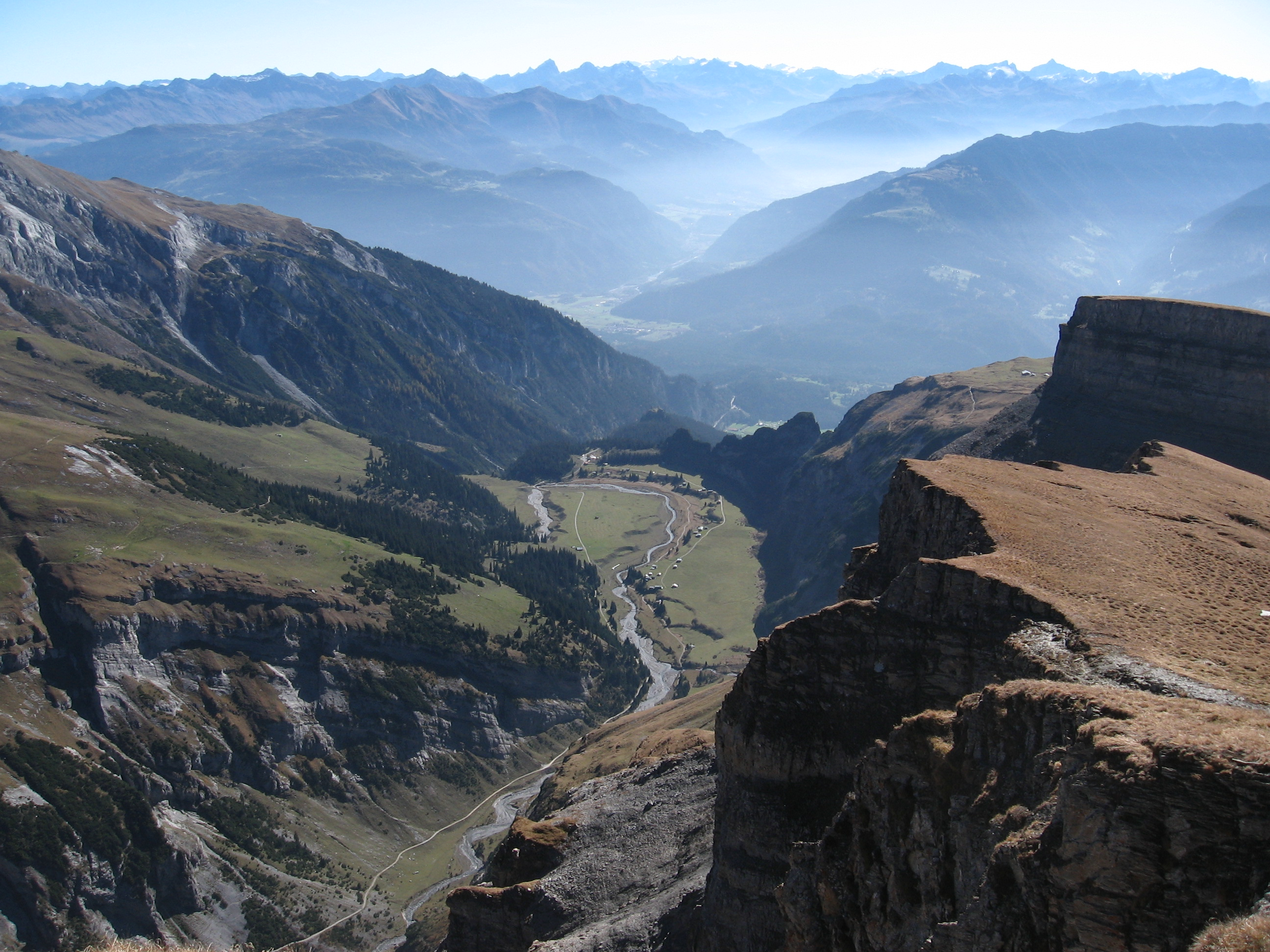
Die (untere) Ebene von Bargis gesehen vom Fil
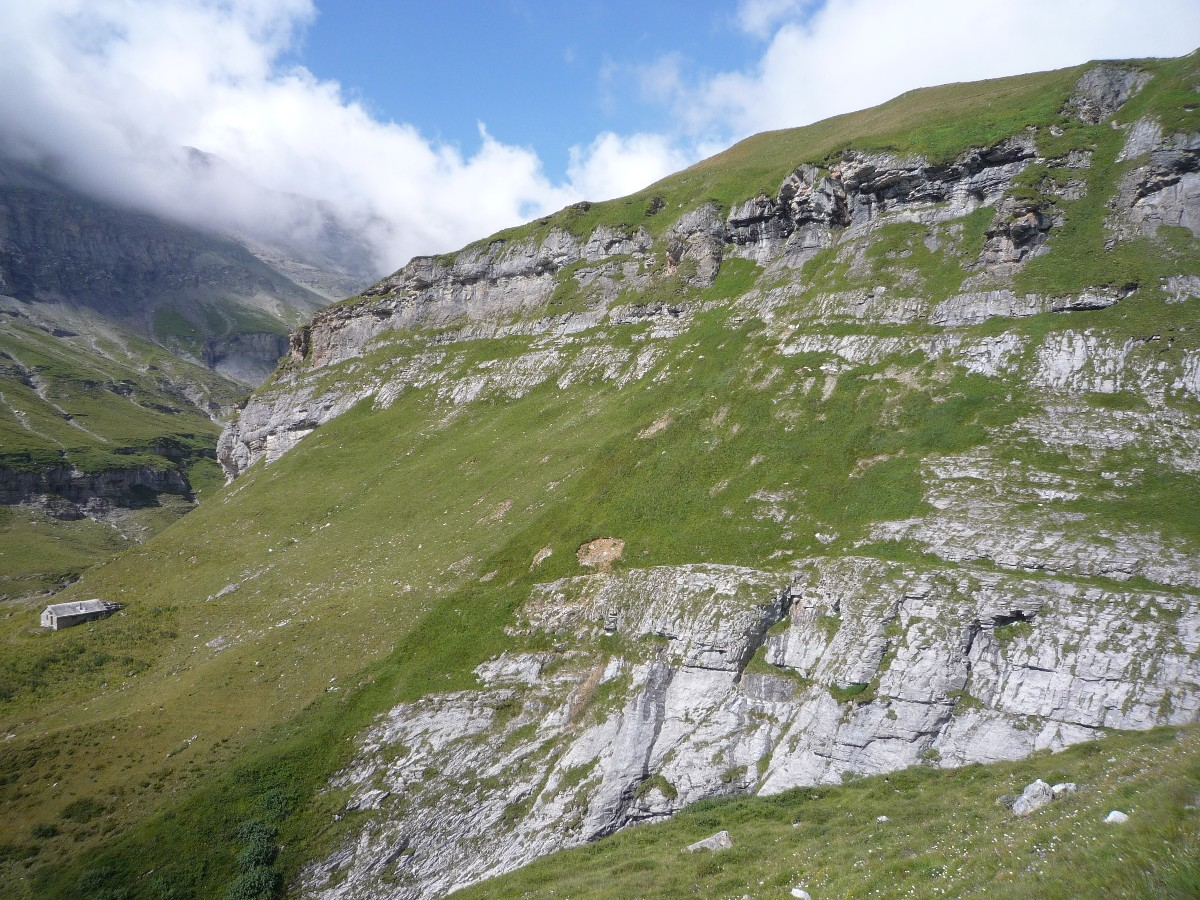
Oberhalb der Kathedrale führt das linke Tal unter dem Flimserstein nach Westen, das Val Sax nach Nordwesten. Dazwischen liegt die Alp Raschaglius Sut.
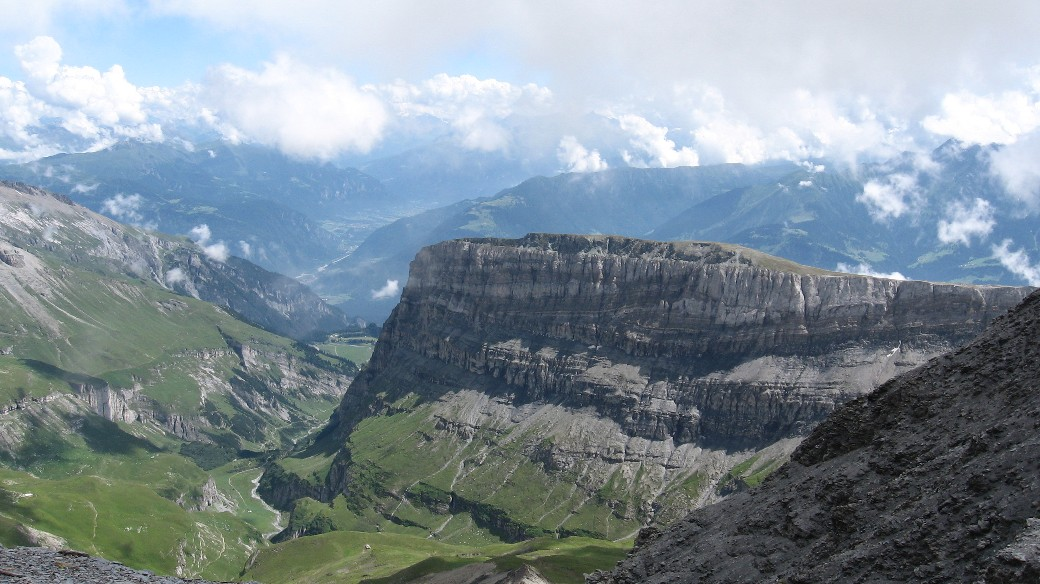
Das Tal nach Bargis in Richtung Südost, aus Richtung des Piz Dolf gesehen. Links der steilen Felskante ist der Boden von Bargis zu sehen.

## Varia
Im Jahr 2006 realisierte das ZDF in Bargis eine Herbstshow am Datum des Alpabzugs von der Alp Flimserstein nach Bargis.